# Cephaloziella stephanii
Cephaloziella stephanii là một loài rêu trong họ Cephaloziellaceae. Loài này được Schiffner ex Douin mô tả khoa học đầu tiên năm 1920.